# Laniellus langbianis
La sibia de Langbian (Laniellus langbianis) es una especie de ave paseriforme de la familia Leiothrichidae endémica de Vietnam.

## Distribución y hábitat
La sibia de Langbian tiene un área de distribución muy restringida en la meseta de Da Lat. 
Su hábitat natural son los bosques planifolios y perennes, también vive en los bosques secundarios. Generalmente vive cerca de cursos de agua, entre los 910 y 1450 m sobre el nivel del mar. Está amenazada por la destrucción de su nicho ecológico. Está clasificada como especie en peligro de extinción, por su escasez y confinamiento, se la consideró en peligro de extinción, a causa de su capaciadad para esconderse y pasar desapercibida.